# Trypeticus albertisii
Trypeticus albertisii är en skalbaggsart som först beskrevs av Raffaello Gestro 1875.  Trypeticus albertisii ingår i släktet Trypeticus och familjen stumpbaggar. Inga underarter finns listade i Catalogue of Life.